# Saxdalen (sjö)
Saxdalen är en sjö i Ludvika kommun i Dalarna och ingår i Norrströms huvudavrinningsområde. Sjön har en area på 0,229 kvadratkilometer och ligger 281,8 meter över havet. Sjön avvattnas av vattendraget Saxhyttån. Vid provfiske har abborre, gädda, mört och öring fångats i sjön.

## Delavrinningsområde
Saxdalen ingår i det delavrinningsområde (669619-145886) som SMHI kallar för Utloppet av Saxdalen. Medelhöjden är 372 meter över havet och ytan är 25,39 kvadratkilometer. Det finns inga avrinningsområden uppströms utan avrinningsområdet är högsta punkten. Saxhyttån som avvattnar avrinningsområdet har biflödesordning 5, vilket innebär att vattnet flödar genom totalt 5 vattendrag innan det når havet efter 290 kilometer. Avrinningsområdet består mestadels av skog (84 procent). Avrinningsområdet har 0,3 kvadratkilometer vattenytor vilket ger det en sjöprocent på 0,6 procent.

## Bilder

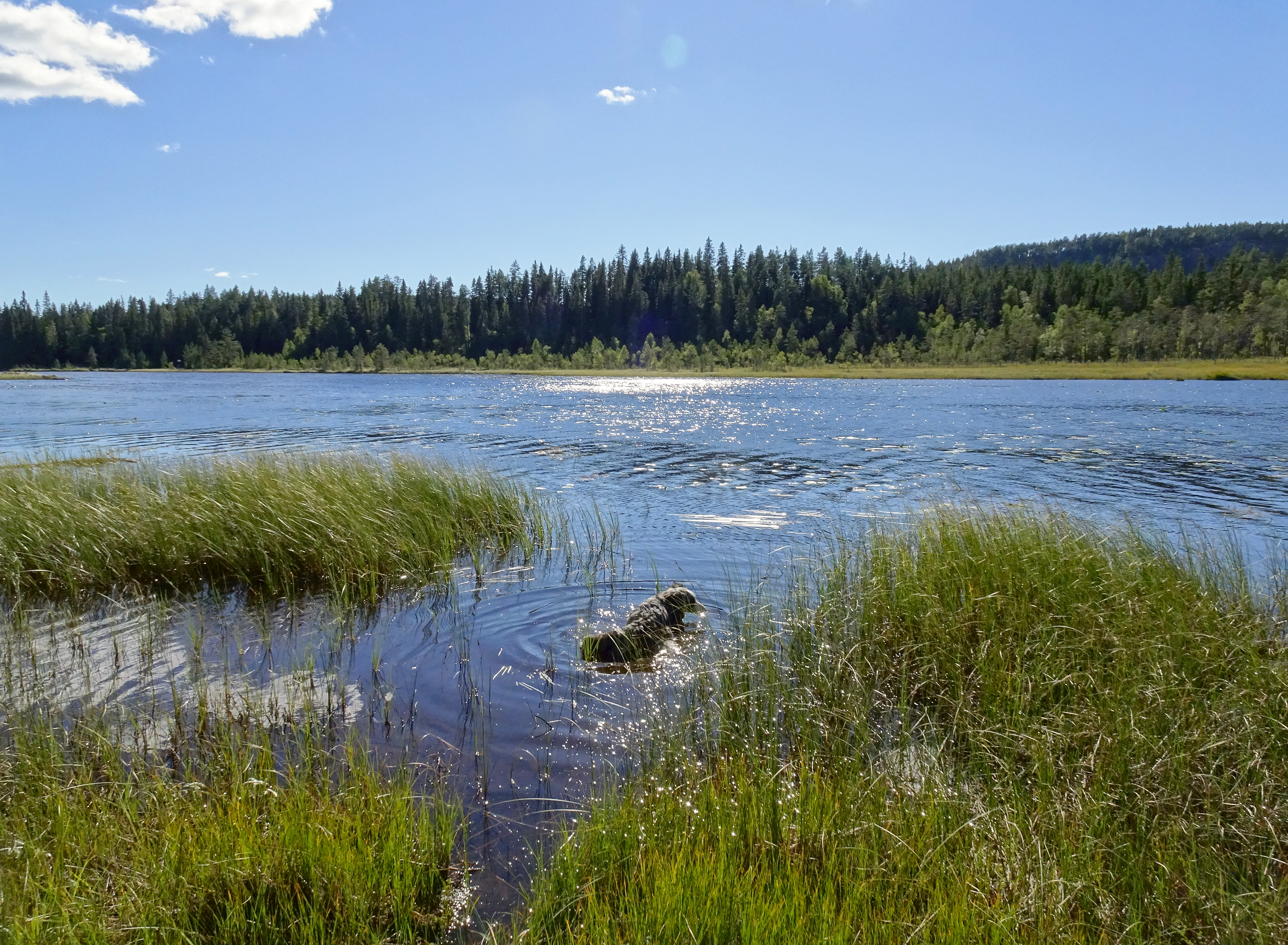
Vy mot söder
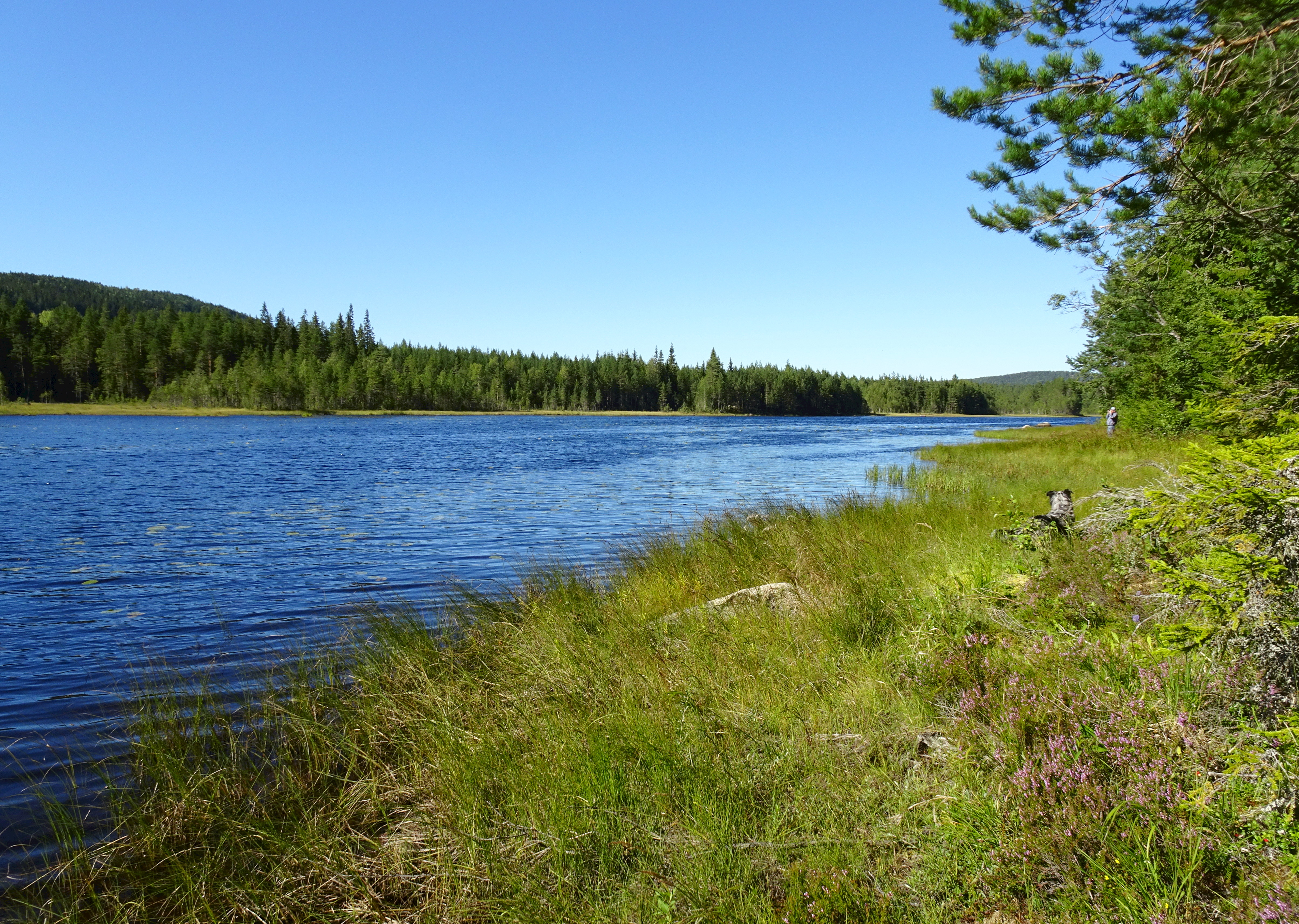
Vy mot norr
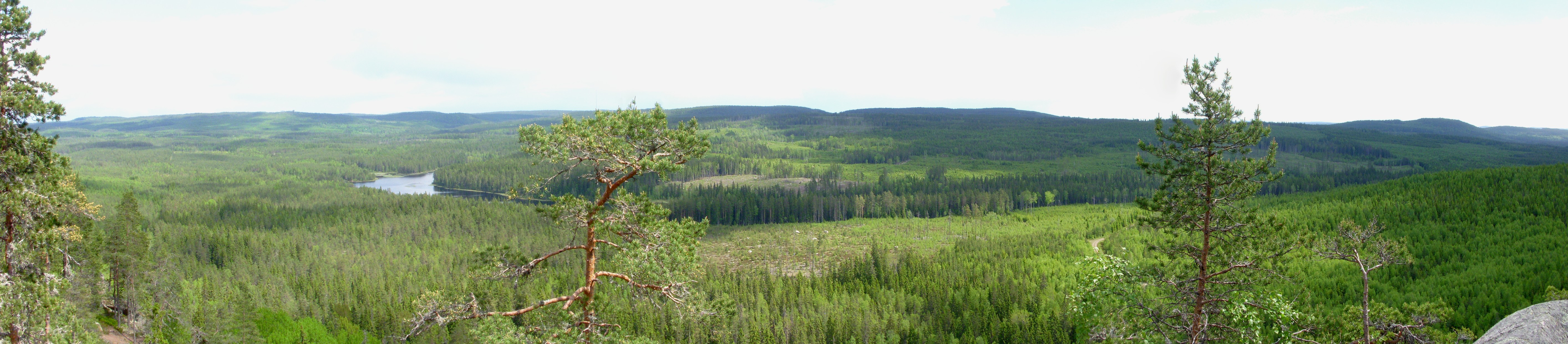
Sjön Saxdalen sedd från "Predikstolen" i Tansvägga naturreservat